# Clinotanypus wirthi
Clinotanypus wirthi är en tvåvingeart som beskrevs av Roback 1971. Clinotanypus wirthi ingår i släktet Clinotanypus och familjen fjädermyggor.
Artens utbredningsområde är Florida. Inga underarter finns listade i Catalogue of Life.